# Список керівників держав 420 року
Список керівників держав 420 року — це перелік правителів країн світу 420 року
Список керівників держав 419 року — 420 рік — Список керівників держав 421 року — Список керівників держав за роками

## Європа
- Арморика — герцог Градлон Великий (395–434)
- Британські острови:
  - Брінейх — король Гарбоніан ап Коель (420–460)
  - Дівед — король Клотрі ап Глоітгвін (410–421)
  - Думнонія — король Тутвал ап Гворемор (415–425)
  - Ебрук — король Коль Старий (383–420), його змінив король Кенеу ап Коель (420–450)
  - плем'я піктів — король Дрест I (413–480)
  - Стратклайд (Альт Клуіт) — Керетік Землевласник (бл. 410 — бл. 440)
- плем'я бургундів — король Гундахар (413–436)
- плем'я вандалів — король Гундеріх (407–428)
- плем'я вестготів — вождь Теодоріх I (419–451)
- Візантійська імперія — імператор Феодосій II (408–450) править за допомогою сестри імператриці Пульхерії (414–421)
- плем'я гепідів — король Ардаріх (420–460)
- Західна Римська імперія — імператор Гонорій (395–423)
- Імперія гунів — каган Харатон (412–422)
- Ірландія — верховний король Нат І мак Фіахрах (405–428)
  - Коннахт — король Нат І мак Фіахрах (405–456)
  - Ленстер — король Брессал Белах МакФіахад Байхед (бл. 392–436)
  - Манстер — король Коналл Корк (390–420), його змінив син король Над Фройх (420–454)
- Салічні франки — король Фарамонд (420–428)
- плем'я свевів — король Хермеріх (409-438)
- Святий Престол — папа римський Боніфацій I (418–422)

## Азія
- Аль-Хіра (Династія Лахмідів) — цар Аль-Мундір I ібн ан-Ну'ман (418–462)
- Велика Вірменія — цар Шапур (415–420)
- Диньяваді (династія Сур'я) — раджа Сур'я Натха (418–459)
- Жужанський каганат — каган Юйцзюлюй Датань (414–429)
- Іберійське царство — цар Арчіл I (411–435)
- Індія:
  - Царство Вакатаків — махараджа Праварасена II (400–440)
  - Імперія Гуптів — магараджа Кумарагупта I (415–455)
  - Держава Кадамба — цар Рагху (415–435)
  - Камарупа — цар Балаварман (398–422)
  - Династія Паллавів  — махараджа Скандаварман III (400–436)
  - Раджарата — раджа Маханама (412–434)
- Кавказька Албанія — цариця Асай (399 — 420), її змінив цар Асуаген (420–438)
- Китай (Період шістнадцяти держав):
  - Династія Західна Лян — імператор Лі Сінь (417–420), його змінив імператор Лі Сюнь (420–421)
  - Династія Західна Цінь — імператор Ціфу Чіпань (412–428)
  - Династія Північна Вей — імператор Тоба Сі (Мін Юань-ді) (409–423)
  - Династія Північна Лян — імператор Цзюйцюй Менсюнь (401–433)
  - Династія Північна Янь — імператор Фен Ба (409–430)
  - Ся — імператор Хелянь Бобо (407–425)
  - Тогон —  Муюн Ачай (417–424)
  - Династія Цзінь — імператор Сіма Девень (Гун-ді) (419–420) зрікся престолу на користь свого регента Лю Юя (420–422), почалась династія Лю Сун.
- Корея:
  - Кая (племінний союз) — ван Чваджі (407–421)
  - Когурьо — тхеван (король) Чансухо (413–490)
  - Пекче — король Чонджі (405–420), його змінив король Куісін (420–427)
  - Сілла — марипкан Нольджі (417–458)
- Паган — король Тіхтан (412–439)
- Персія:
  - Держава Сасанідів — шахіншах Єздигерд I (399–421)
- Тарума (острів Ява) — цар Пурнаварман (395–434)
- Фунань (Бапном) — король Каундінья II (400–430)
- Хим'яр — цар Абукариб Ас'ад (410–435)
- Чампа — князь Маноратхаварман (? — 420)
- Японія — імператор Інґьо (411–453)

## Африка
- Аксумське царство — негус Махедес (бл.390-бл.420)

## Північна Америка
- Цивілізація Майя:
  - місто Паленке — священний владика Кук Балам (397–435)
  - місто Тікаль — цар Сіхях-Чан-К'авііль II (414 — 458)